# Samen des Bösen
Samen des Bösen (Inseminoid) ist ein britischer Horror-B-Movie von Regisseur Norman J. Warren aus dem Jahr 1981.

## Inhalt
In den weiten Tiefen des Weltraums reist das Xenon Satelliten-Forschungsteam VII, als Teil einer archäologischen Dokumentation unter der Leitung von Commander Holly auf einen fremden Planeten, der einst von einer Zivilisation bewohnt war, von der heute nur noch Grabkammern existieren, die die Wissenschaftler untersuchen wollen. In den unterirdischen Kammern des Planeten, der eine äußerst unwirtliche und lebensfeindliche Atmosphäre besitzt, wird Dean, ein Mitglied des interplanetaren Wissenschaftlerteams, im weit verzweigten Tunnelsystem durch eine mysteriöse Explosion schwer verletzt. Ricky, ein anderer Forscher, kann dagegen leicht verletzt einige geheimnisvolle Kristalle bergen. Beide gelangen auf die Krankenstation der Basis, wo Dean im Sterben liegend untersucht wird, während Ricky seinen Fund übergibt.
Commander Holly, die die ganze Expedition gefährdet sieht, verbietet zunächst eine weitere Begehung der Stollen, erteilt jedoch kurze Zeit später Kate und Gail den Auftrag das Kammersystem zu fotografieren. Mit dem Duo flieht auch der völlig dem Wahn verfallene Ricky zurück in die Kammern, wird jedoch später von Kate beim Betreten der Basis erschossen. Erste Ergebnisse zeigen, dass hier eine höchst ungewöhnliche Spezies gelebt haben muss, die immer als Zwilling aufgetreten ist. Holly ordnet daraufhin umfangreiche Untersuchungen an, die neben der systematischen Analyse der vorhandenen Kristalle auch eine weitere Expedition beinhaltet, um Gesteinsproben zu sammeln. Bei diesem Außeneinsatz wird Sandy von einer außerirdischen Lebensform überwältigt, vergewaltigt und schließlich geschwängert, während ihr Partner bei dem Einsatz ums Leben kommt. Nach einer seismologischen Tätigkeit stürzt das unterirdische Tunnelsystem in sich zusammen, so dass weitere Erkundungen in der Unterwelt unmöglich werden.
Fortan treibt die aggressive, schockierte und von Visionen getriebene Sandy, die übermenschliche Kräfte besitzt, ihr Unwesen auf der Raumbasis und zerstört systematisch deren Kommunikationssysteme. Des Weiteren tötet sie, getrieben von einem unheimlichen Blutdurst, der Reihe nach ihre Kollegen, darunter auch den Stationsarzt sowie Commander Holly. Sie gebiert schließlich zwei Monsterbabys, während sich die wenigen verbliebenen Wissenschaftler um ihren Ex-Freund Mark daran machen Sandy zu vernichten. Mark will die Mörderin mittels einer Sprengladung töten, doch Sandy entdeckt die Sprengsätze und zerstört mit deren Hilfe das Inventar der Basis.
Mark gelingt es später die zwei Monsterbabys zu entführen, die er vor Sandys Zugriff bei Sharon, einer von zwei verbliebenen Überlebenden, versteckt. Danach stellt er Sandy, überwältigt sie, und erwürgt sie letztendlich nach einem zähen Kampf. Nach dieser Tat besucht der schwer verletzte Mark die „Babysitterin“ Sharon, die mittlerweile aber einem Baby zum Opfer gefallen und blutüberströmt am Boden liegt. Er selbst wird vom anderen Baby angegriffen und schließlich getötet.
Am Ende des Films landet ein Raumtransporter mit einer bewaffneten Rettungsmannschaft, die eine völlig zerstörte Raumbasis vorfindet ohne geringste Anzeichen von menschlichen Leben. Die Crew des Transporters beschließt daraufhin den Heimflug Richtung Erde, ohne jedoch zu ahnen, dass man die zwei Monsterbabys an Bord hat.

## Erstaufführungen
- Deutschland 23. Januar 1981
- Großbritannien 22. März 1981

## Hintergrund
Der Film war mehrere Jahrzehnte lang indiziert. Am 20. Juni 2023 wurde er von der Indizierungsliste gestrichen. Nach einer Neuprüfung durch die Freiwillige Selbstkontrolle der Filmwirtschaft (FSK) ist der Film seit August 2023 ab 16 Jahren freigegeben.

## Kritiken
„Spekulationsprodukt mit hanebüchener Story und unmotiviert aneinandergereihten Brutalitätsszenen.“